# Efim Petrovich Geller
Efim Petrovich Geller (tiếng Nga: Ефим Петрович Геллер, tiếng Ukraina: Юхим Петрович Геллер; 8 tháng 3 năm 1925 – 17 tháng 11 năm 1998) là một kỳ thủ cờ vua Liên Xô (Xô viết Ukraina) và là một đại kiện tướng hàng đầu thế giới tại thời điểm đỉnh cao sự nghiệp. Ông vô địch Liên Xô hai lần (1955 và 1979) và từng sáu lần tham dự Giải đấu Ứng viên trong các Giải vô địch cờ vua thế giới (1953, 1956, 1962, 1965, 1968 và 1971). Ông từng vô địch Ukraina bốn lần (1950, 1957, 1958 và 1959). Geller đồng hạng nhất tại Giải vô địch cờ vua lão tướng thế giới 1991 và độc chiếm ngôi vô địch năm 1992.
Geller là huấn luyện viên của các vua cờ Boris Spassky và Anatoly Karpov. Ông cũng là một tác giả viết về cờ vua.

## Thời gian đầu
Geller lớn lên ở Odessa, Liên Xô, là một người Do Thái. Ông là một cầu thủ bóng rổ khá. Ông đạt được học vị tiến sĩ ngành giáo dục thể chất trước khi tập trung vào cờ vua. Quá trình trở thành kỳ thủ hàng đầu của Geller bị chậm lại bởi Chiến tranh thế giới thứ hai.
Kết quả đáng kể đầu tiên của Geller là hạng sáu Giải vô địch cờ vua Ukraina năm 1947 tại Kiev với 9½/15 điểm. Sau đó ông đồng hạng 3–5 tại Baku năm 1948 với 9/15 điểm, đồng hạng 5–8 với 11/18 điểm ở Giải vô địch Ukraina năm 1948.

## Đại kiện tướng

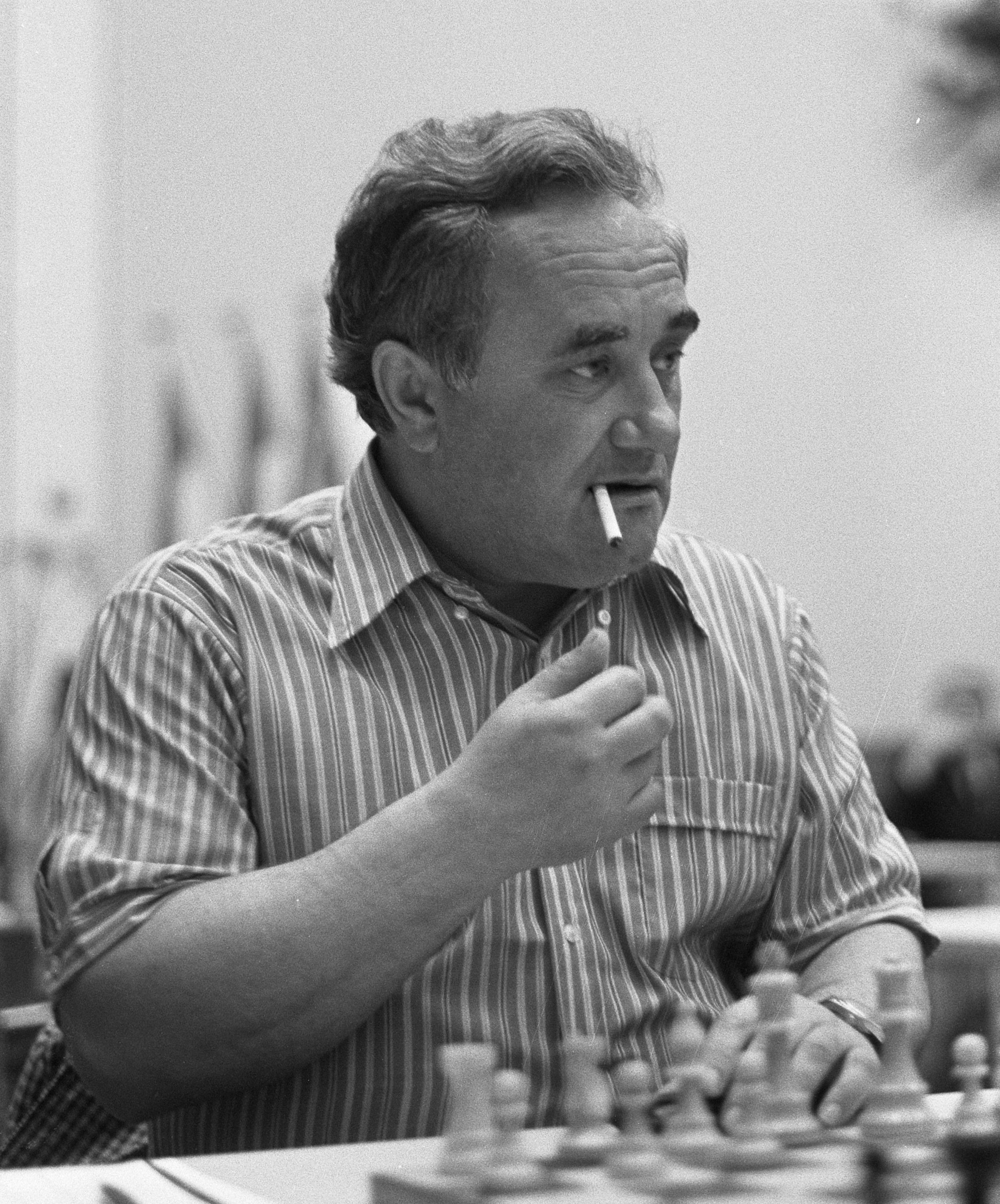
Geller năm 1973

Geller bắt đầu ghi dấu ấn vào cuối thập niên 1940, khi ông vô địch vòng bán kết Giải vô địch Liên Xô tổ chức tại Tbilisi năm 1949 với 11½/16 điểm, lọt vào chung kết cuối năm đó. Giải đấu chung kết Liên Xô đầu tiên của ông, giải vô địch Liên Xô lần thứ 17 ở Moskva, khá ấn tượng; dù còn chưa có tên tuổi nhưng ông đã đồng hạng 3–4 với 12½/19 điểm, chỉ xếp dưới hai nhà vô địch David Bronstein và Vasily Smyslov. Geller đánh bại những kỳ thủ đã có tên tuổi như Semyon Furman, Isaac Boleslavsky, Alexander Kotov, Salo Flohr, cùng những kỳ thủ cũng lần đầu dự vòng chung kết Tigran Petrosian, Viacheslav Ragozin và Grigory Levenfish. Dù đạt được kết quả tốt ở giải này, ông vẫn phải thi đấu vòng bán kết một lần nữa vào năm sau. Lần này ông tiếp tục lọt vào vòng chung kết với vị trí hạng ba ở vòng loại năm 1950 tại Kiev với 9/15 điểm. Tại Giải vô địch Liên Xô lần thứ 18 ở Moskva năm 1950, Geller đạt 9/17 điểm, đồng hạng 7–10; nhà vô địch giải là Paul Keres. Cũng trong năm 1950, Geller vô địch Ukraina tại Kiev, danh hiệu đầu tiên trong bốn chức vô địch của ông ở giải đấu này. Ba chức vô địch còn lại từ 1957 đến 1959, đều ở Kiev. Năm 1950, lần đầu tiên Geller tham dự một giải đấu quốc tế là giải Tưởng niệm Przepiorka ở Iwonicz Zdroj. Với 12½/19 điểm, ông đứng đồng hạng năm chung cuộc ở một giải đấu với nhiều đối thủ mạnh; nhà vô địch giải này lại là Keres.
Geller được đánh giá nằm trong số 10 kỳ thủ hàng đầu thế giới trong khoảng 20 năm. Ông được trao danh hiệu Kiện tướng quốc tế năm 1951 và danh hiệu Đại kiện tướng quốc tế vào năm tiếp theo.
Geller tham gia 23 Giải vô địch cờ vua Liên Xô, thành tích bằng với Mark Taimanov. Nhiều giải ông đạt kết quả tốt. Geller vô địch giải lần thứ 22 năm 1955 tại Moskva. Dù thua 5 ván, ông vẫn đồng hạng nhất với 12/19 điểm, sau đó đánh bại Smyslov ở trận playoff với tỉ số +1=6. Ông vô địch lần thứ hai giải lần thứ 47 năm 1979 tại Minsk ở tuổi 54, trở thành nhà vô địch Liên Xô cao tuổi nhất.
Những kết quả tốt nhất của ông là: vô địch giải Iwonicz Zdroj 1957, đồng vô địch với Taimanov tại Dresden 1959, đồng vô địch với Lajos Portisch tại Beverwijk 1965, vô địch Kislovodsk 1966, vô địch Gothenburg 1967, vô địch Kislovodsk 1968, đồng vô địch với Mikhail Botvinnik tại Wijk aan Zee 1969 (xếp trên Keres), đồng vô địch Havana 1971 với Vlastimil Hort, đồng vô địch Hilversum 1973 với Laszlo Szabo, vô địch Budapest 1973 trên Anatoly Karpov, vô địch Teesside 1975, vô địch Moskva 1975 (xếp trên Boris Spassky, Viktor Korchnoi và Petrosian), vô địch Las Palmas 1976, đồng vô địch với Gennadi Sosonko tại Wijk aan Zee 1977, vô địch Bogotá 1978, đồng vô địch tại Bern 1987 với Daniel Campora, vô địch Dortmund 'A' 1989 và đồng vô địch New York Manhattan 1990 với Gregory Kaidanov khi đã 65 tuổi.
Tại các giải đấu dành cho người cao tuổi, Geller tiếp tục nổi bật vào đầu thập niên 1990. Tại Giải vô địch lão tướng thế giới ở Bad Woerishofen 1991, ông đồng vô địch với Smyslov với điểm số 8½/11. Sau đó, trong Giải vô địch năm sau tại cùng địa điểm, Geller độc chiếm ngôi vô địch với cùng điểm số. Geller vẫn tham gia các giải cờ vua trình độ cao cho đến tuổi 70; giải đấu cuối cùng của ông là Giải vô địch Nga năm 1995 tại Elista.

## Ứng viên tranh chức vô địch thế giới
Geller vào đến vòng cuối cùng của Giải vô địch cờ vua thế giới sáu lần. Ông bắt đầu là một ứng viên tại Zurich 1953 và Amsterdam 1956.
Kết quả tốt nhất của Geller ở vòng đấu năm 1962, khi ông về nhì sau Bobby Fischer tại Giải liên khu vực Stockholm. Sau đó tại giải Ứng viên ở Curaçao, ông giành 17/27 điểm, đồng hạng nhì với Keres, chỉ kém nửa điểm so với nhà vô địch Tigran Petrosian, người sau đó đã đánh bại Botvinnik để lên ngôi vua cờ. Geller thua trận playoff chọn suất vào thẳng giải Ứng viên tiếp theo trước Keres tại Moskva năm 1962 3½–4½, nhưng vẫn giành quyền vào thẳng Giải Ứng viên 1965 do đương kim á quân Botvinnik từ chối tham dự.
Tại Giải đấu Ứng viên 1965 ông đánh bại Smyslov ở vòng đầu tiên tại Moskva với tỉ số 5½–2½, nhưng thua Spassky 2½–5½ tại Riga ở bán kết.
Tại giải đấu Ứng viên năm 1968, Geller tiếp tục thua Spassky tại Sukhumi cùng tỉ số 2½–5½ ở vòng đầu tiên. Ông quay lại Giải liên khu vực năm 1970 tại Palma de Mallorca, lọt vào giải đấu Ứng viên một lần nữa. Lần này ông thua ngay vòng đầu tiên trước Korchnoi với tỉ số 2½–5½ tại Moskva. Năm 1973, ông đồng hạng nhì với Lajos Portisch và Lev Polugaevsky tại Giải liên khu vực Petropolis, nhưng chỉ xếp cuối trong vòng đấu giữa ba người này tại Portorož để chọn ra hai suất dự Giải đấu Ứng viên. Vì vậy ông bị loại.

## Thành tích đội tuyển

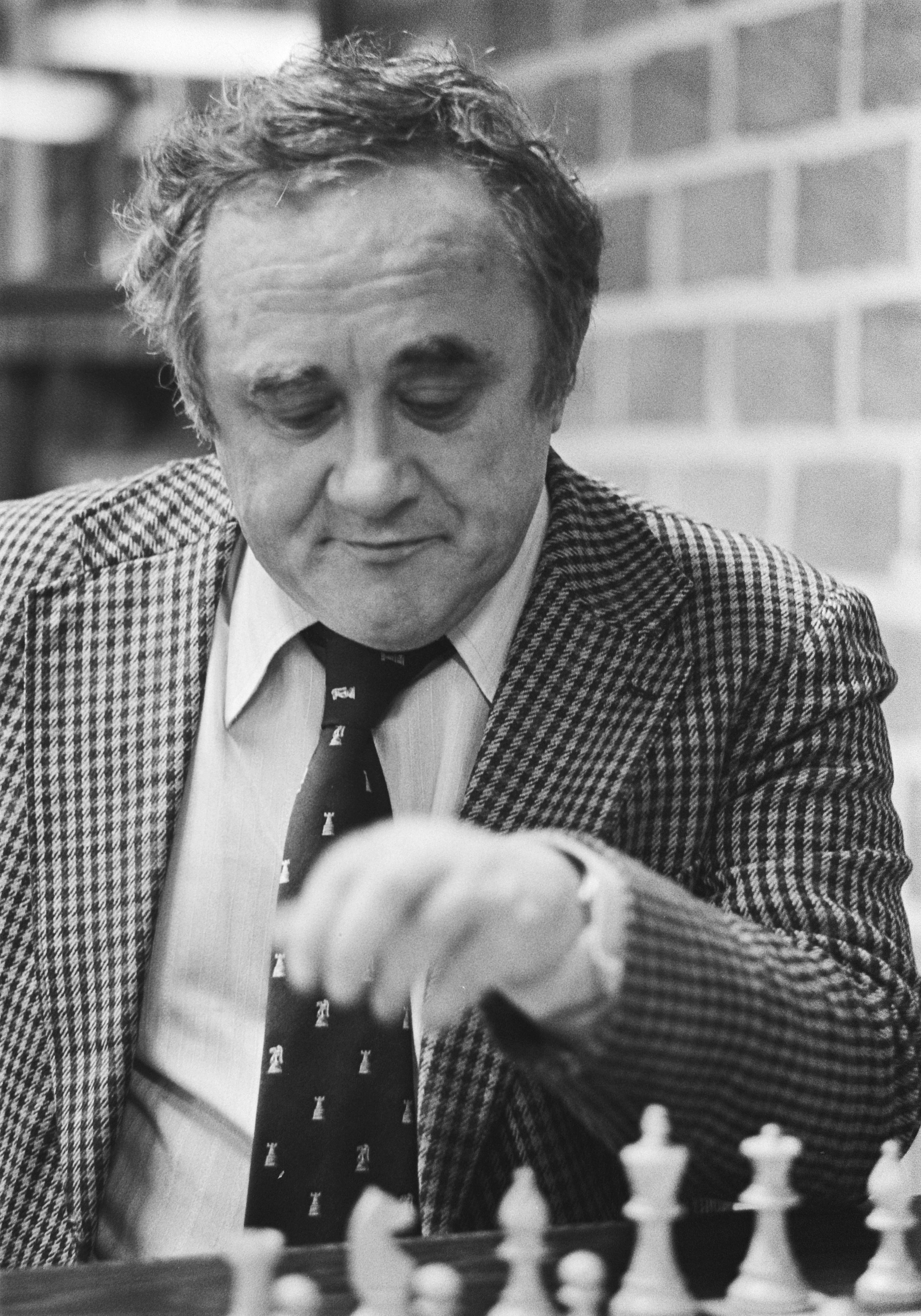
Geller năm 1977

Geller tham gia đội tuyển Liên Xô dự Olympiad cờ vua bảy lần, trải qua một giai đoạn 28 năm từ 1952 đến 1980. Những lần ông có mặt tuyển Liên Xô đều giành huy chương vàng đồng đội. Bản thân Geller đoạt ba huy chương vàng và ba huy chương bạc cá nhân. Kết quả thi đấu Olympiad của ông là +46−7=23, đạt 75,7% điểm tối đa.
- Helsinki 1952, bàn 4, 10½/14 (+8−1=5), huy chương bạc cá nhân;
- Amsterdam 1954, bàn dự bị 1, 5/7 (+4−1=2), huy chương vàng cá nhân;
- Moscow 1956, bàn dự bị 2, 7½/10 (+7−2=1), huy chương vàng cá nhân;
- Varna 1962, bàn dự bị 1, 10½/12 (+10−1=1), huy chương vàng cá nhân;
- Lugano 1968, bàn 4, 9½/12 (+7−0=5), huy chương bạc cá nhân;
- Siegen 1970, bàn dự bị 2, 8/12 (+6−2=4);
- Valletta 1980, bàn 4, 6½/9 (+4−0=5), huy chương bạc cá nhân.

Geller cũng sáu lần trong đội tuyển Liên Xô dự Giải vô địch đồng đội châu Âu. Cả sáu lần Liên Xô đều giành vàng, còn Geller có bốn huy chương vàng cá nhân. Kết quả thi đấu giải châu Âu của ông là +17−1=19, đạt 71,6% điểm tối đa.
- Oberhausen 1961, bàn 7, 6½/9 (+4−0=5), huy chương vàng cá nhân;
- Kapfenberg 1970, bàn 4, 4/6 (+3−1=2), huy chương vàng cá nhân;
- Bath, Somerset 1973, bàn 7, 4½/5 (+4−0=1), huy chương vàng cá nhân;
- Moscow 1977, bàn 6, 4½/7 (+2−0=5), huy chương vàng cá nhân;
- Skara 1980, bàn 5, 4/6 (+2−0=4);
- Plovdiv 1983, bàn dự bị 2, 3/4 (+2−0=2).

## Assessment
Theo hệ thống tính hệ số Chessmetrics của Jeff Sonas, Geller đứng hạng 2 thế giới trong khoảng thời gian tháng 5 đến tháng 7 năm 1963 và nằm trong top 10 thế giới phần lớn thời gian trong hai thập niên 1950 và 1960. Sau khi FIDE áp dụng Hệ số Elo vào năm 1971, Geller đã ba lần có tên trong top 10 thế giới: năm 1971 (đồng hạng 6, 2630), 1976 (đồng hạng 8, 2620) và 1981 (đồng hạng 10, 2615).
Geller có thành tích đối đầu tốt hơn bốn vua cờ: Mikhail Botvinnik +4−1=7, Vasily Smyslov +11−8=37, Tigran Petrosian +5−3=32, Bobby Fischer +5−3=2. Tổng cộng, Geller đã gặp mười vua cờ và từng thắng tám trong số đó. Thành tích tổng cộng của ông với các vua cờ là thắng nhiều hơn thua: +39−36=131. Ngoài bốn kỳ thủ nhắc đến ở trên thì các kết quả khác là: Max Euwe +1−1, Mikhail Tal +6−6=23, Boris Spassky +6−10=22, Anatoly Karpov +1−2=5, Gary Kasparov +0−1=2, Viswanathan Anand +0−1=1. Geller có kết quả đối đầu khá tệ với Korchnoi (+6−11=16) và Polugaevsky (+4−11=21).

### Kết quả đối đầu với các đại kiện tướng hàng đầu
Chú thích: chỉ tính các kết quả tại các giải đấu và trận đấu chính thức của cờ tiêu chuẩn.
| Kỳ thủ            | Thắng | Thua | Hòa |
| ----------------- | ----- | ---- | --- |
| Mikhail Botvinnik | 4     | 1    | 7   |
| David Bronstein   | 5     | 5    | 15  |
| Bobby Fischer     | 5     | 3    | 2   |
| Svetozar Gligoric | 4     | 1    | 22  |
| Vlastimil Hort    | 2     | 1    | 11  |
| Paul Keres        | 7     | 9    | 21  |
| Viktor Korchnoi   | 6     | 11   | 16  |
| Bent Larsen       | 3     | 5    | 9   |
| Tigran Petrosian  | 5     | 3    | 32  |
| Lev Polugaevsky   | 4     | 11   | 21  |
| Lajos Portisch    | 4     | 2    | 12  |
| Vasily Smyslov    | 11    | 8    | 37  |
| Boris Spassky     | 6     | 10   | 22  |
| Leonid Stein      | 6     | 1    | 7   |
| Mark Taimanov     | 8     | 7    | 12  |
| Mikhail Tal       | 6     | 6    | 23  |
| Tổng cộng         | 86    | 84   | 269 |

## Di sản
Bản mẫu:AN chess
Ngày nay Geller được nhớ đến nhiều nhất nhờ khả năng chiến thuật và lối chơi tấn công độc đáo đặc trưng cho giai đoạn đầu của sự nghiệp. Trong những năm sau, ông đã trở thành một kỳ thủ toàn diện hơn. Ông được đánh giá là một chuyên gia khai cuộc và là một trong những người đi đầu trong việc phát triển Phòng thủ Ấn Độ cánh vua một cách nổi bật, cùng với các đồng hương Ukraina là Isaac Boleslavsky và David Bronstein. Geller cũng phát triển đáng kể lý thuyết trong một số biến của Phòng thủ Sicilia, ví dụ như biến bình ổn với 6.Be2 chống lại Biến Najdorf 1.e4 c5 2.Nf3 d6 3.d4 cxd4 4.Nxd4 Nf6 5.Nc3 a6, mà ông từng dùng để đánh bại Bobby Fischer. Ông đã giới thiệu Geller Gambit (1.d4 d5 2.c4 c6 3.Nf3 Nf6 4.Nc3 dxc4 5.e4) khá sắc bén để chống lại Phòng thủ Slav. Ông đóng vai trò là trợ tá cho vua cờ Boris Spassky tại trận tranh ngôi vua cờ 1972 trước Bobby Fischer và sau đó là trợ tá cho vua cờ Anatoly Karpov, cũng như cho người bạn thân lâu năm Tigran Petrosian. Các tác phẩm của ông bao gồm một tự truyện, được Bernard Cafferty dịch với tựa đề Grandmaster Geller at the Chessboard (Đại kiện tướng Geller trên bàn cờ) (1969). Sau đó cuốn sách được cập nhật và tái bản năm 1983 với tên The Application of Chess Theory (Ứng dụng của lý thuyết cờ vua) và gồm 100 ván cờ với bình luận chi tiết. Vua cờ Botvinnik nhấn mạnh rằng, theo ông, Geller là kỳ thủ xuất sắc nhất thế giới nửa cuối thập niên 1960. Geller có vẻ có kết quả đấu giải tốt hơn là các trận tay đôi.

## Ván đấu tiêu biểu
- Tigran Petrosian vs. Geller, USSR Championship, Moscow 1949, King's Indian Defence, Petrosian Variation (E93), 0–1 Petrosian's new system gets a rough ride in one of its first games.
- Geller vs. Alexei Sokolsky, USSR Championship, Moscow 1950, French Defence, Winawer Variation (C18), 1–0 A drastic victory spurred by a new opening idea on White's eighth move.
- Mikhail Botvinnik vs. Geller, Budapest 1952, King's Indian Defence, Fianchetto Variation (E68), 0–1 Geller wins a crucial game over the World Champion.
- Geller vs. Paul Keres, USSR Championship, Tbilisi 1959, Nimzo–Indian Defence, Rubinstein Variation (E45), 1–0 Keres had a big edge in wins over Geller early on, but Geller started to close the gap.
- Geller vs. Bobby Fischer, Curaçao Candidates 1962, Sicilian Defence, Najdorf Variation, Opocensky Variation (B92), 1–0 Rising American star Bobby Fischer gets overrun by Geller's queenside advance.
- Geller vs. Boris Spassky, USSR Spartakiad 1964, Sicilian Defence, Scheveningen Variation (B83), 1–0 Geller had the edge over Spassky in tournament play, but the younger Spassky dominated in their two matches.
- Geller vs. Vasily Smyslov, Candidates' Match, Moscow 1965, game 5, Grunfeld Defence, Exchange Variation (D87), 1–0 A fabulous tactical masterpiece involving repeated Queen sacrifices, exploiting Black's weak back rank.
- Geller vs. Bent Larsen, Playoff Match, Copenhagen 1966, game 2, Sicilian Defence, Richter–Rauzer Variation (B69), 10[liên kết hỏng] Larsen is a tactical wizard who gets outplayed in this encounter.
- Leonid Stein vs. Geller, USSR Team Championship, Moscow 1966, King's Indian Defence, Averbakh Variation (E70), 0–1 Two King's Indian maestros go toe-to-toe, and Geller comes out on top.
- Bobby Fischer vs. Geller, Skopje 1967, Sicilian Defence, Velimirovic Attack (B89), 0–1 During a stretch when Fischer was beating virtually everybody else, Geller was dominating Fischer. Here Fischer miscalculates and is drastically punished.
- Geller vs. David Bronstein, Kislovodsk 1968, Sicilian Defence, de la Bourdonnais Variation (B32), 1–0 Bronstein was another player who dominated Geller at first, but Geller persevered and started winning.
- Geller vs. Viktor Korchnoi, Candidates' Match, Moscow 1971, game 4, Sicilian Defence, Dragon Variation (B78), 1–0 When it came to a theoretical duel, Geller could certainly hold his own with anyone.
- Geller vs. Mikhail Tal, Moscow 1975, Pirc Defence (B08), 1–0 A tactical melee between two attacking geniuses.
- Geller vs. Anatoly Karpov, USSR Championship, Moscow 1976, French Defence, Winawer Variation (C16), 1–0 Geller crosses up World Champion Karpov, whom he was coaching, with a surprise in the opening, to counter Karpov's own unusual defensive choice.